# Guns and Horses
"Guns and Horses" é uma canção da artista musical inglesa Ellie Goulding contida em seu álbum de estreia Lights (2010). Foi composta por Goulding e John Fortis, sendo produzida por Starsmith. A faixa foi lançada como terceiro single do disco em 16 de maio de 2010.

## Faixas e formatos
| CD single do Reino Unido |                                     |         |  |
| N.º                      | Título                              | Duração |  |
| 1.                       | "Guns and Horses"                   | 3:34    |  |
| 2.                       | "Guns and Horses" (Neo Tokyo Remix) | 5:05    |  |
| 3.                       | "Guns and Horses" (Jezebel Remix)   | 4:22    |  |

| Extended play (EP) digital do Reino Unido |                                     |         |  |
| N.º                                       | Título                              | Duração |  |
| 1.                                        | "Guns and Horses"                   | 3:34    |  |
| 2.                                        | "Guns and Horses" (Neo Tokyo Remix) | 5:05    |  |
| 3.                                        | "Guns and Horses" (Jezebel Remix)   | 4:22    |  |
| 4.                                        | "Guns and Horses" (Tonka Remix)     | 5:27    |  |

## Desempenho nas tabelas musicais

### Posições
| Tabela musical (2010)          | Melhor posição |
| ------------------------------ | -------------- |
| Reino Unido - UK Singles Chart | 26             |